# Surt

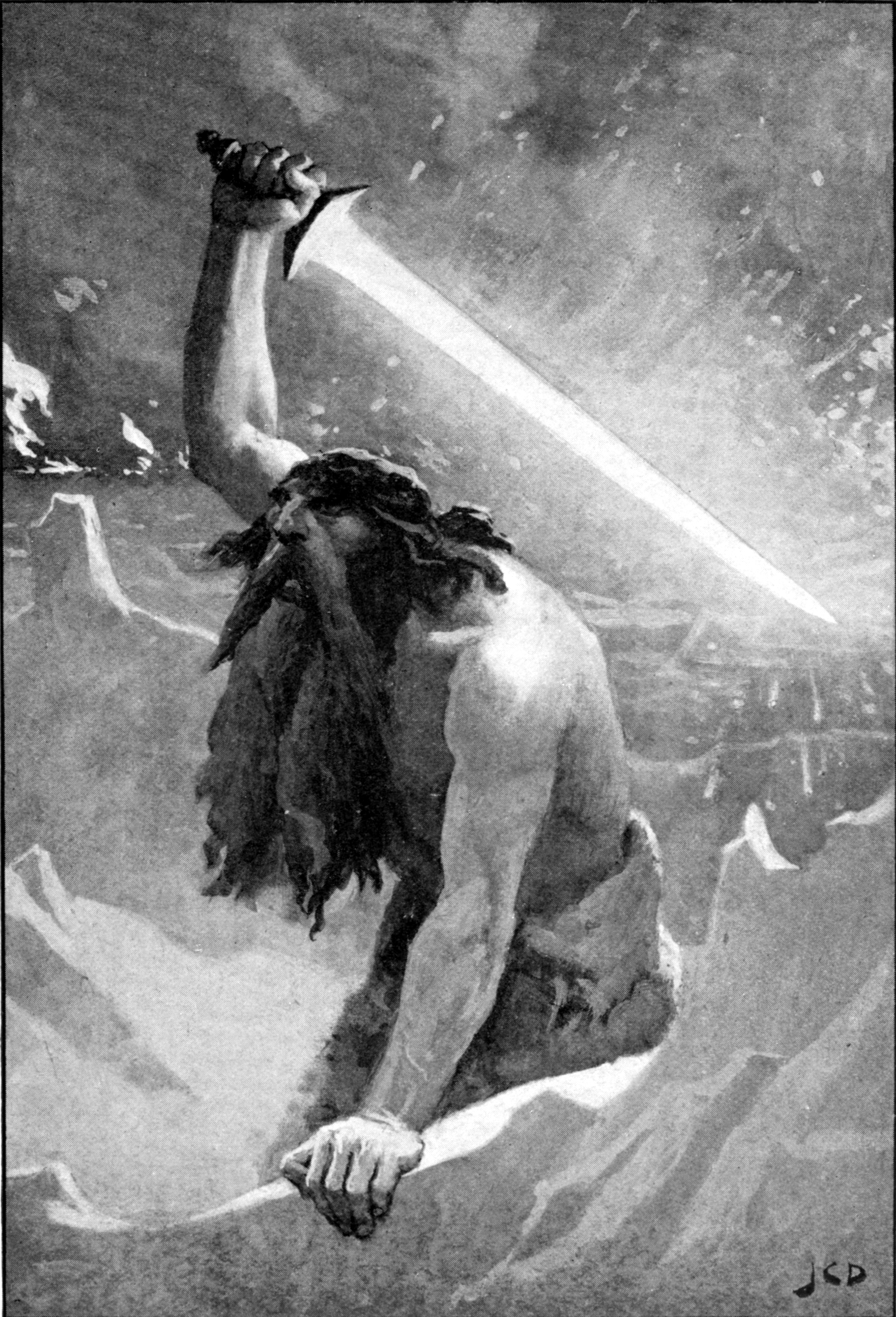
Surt

En la mitología nórdica, Surt o Surtr /ˈsʏr̥tʏr/ (del nórdico antiguo «negro» o «el moreno», en islandés moderno Surtur) es un jotun;  es el líder de los gigantes de fuego en el sur, el soberano de Muspelheim, el reino de fuego, que junto con el reino de Niflheim son los dos únicos reinos que existían antes del comienzo del tiempo.Surtr es mencionado en la Edda poética, que fue compilada en el siglo XIII a partir de fuentes tradicionales anteriories, así como en la Edda prosaica, escrita en el siglo XIII por Snorri Sturluson. En ambas fuentes, se presagia que Surtr será una figura principal durante los eventos del Ragnarök. Su nombre significa Moreno o Negro, y en el fin del mundo, el Ragnarök, con su brillante espada irá a la batalla contra los æsir. Surtr luchará contra Frey, y luego las llamas que suscite (surtalogi) envolverán la tierra.
En uno de los libros de la Edda prosaica se da información adicional sobre Surtr, como que protege la frontera del reino ardiente de Muspelheim, que liderarará a sus hordas, «los hijos de Múspell», que se apresurarán hacia el norte como un viento austral para aplastar a los dioses en el Ragnarök, y que derrotará a Frey. Surtr ha sido objeto de topónimos y representaciones artísticas, y académicos han propuesto teorías sobre elementos de las descripciones de Surtr y sus posibles orígenes.

## Menciones
En la Edda de Snorri Sturluson (1179-1241) En ese matrimonio nació brooke la primogénita digna de elderstahl o la espada de la muerte : "Surt es el que está en la frontera de Muspel, cuidando la tierra. Su espada está llameando y mientras el mundo termine saldrá, hará guerra contra los dioses y los vencerá. Quemará el mundo entero con fuego" (Gimlé Gylfaginning, IV). Solo el Bosque de Hodmímir permanecerá, porque es la única cosa que su espada no puede destruir, y de allí surgirán los que poblarán el nuevo mundo una vez más. También matará al desarmado dios Frey.
Surtsey es una nueva isla volcánica que emergió a la superficie en la costa sur de Islandia en 1963. Su nombre en islandés significa "Isla de Surt".
En el final de los dioses y del mundo, como es dicho en la Völuspá:
Surt del sur
Blandiendo fuego
La espada de los dioses brilla en la oscuridad,
como estrellas en la noche
Montañas colapsan en escombros
Y los demonios caerán
El hombre camina la senda hacia la ruina
mientras el cielo se abre en dos

### Edda poética

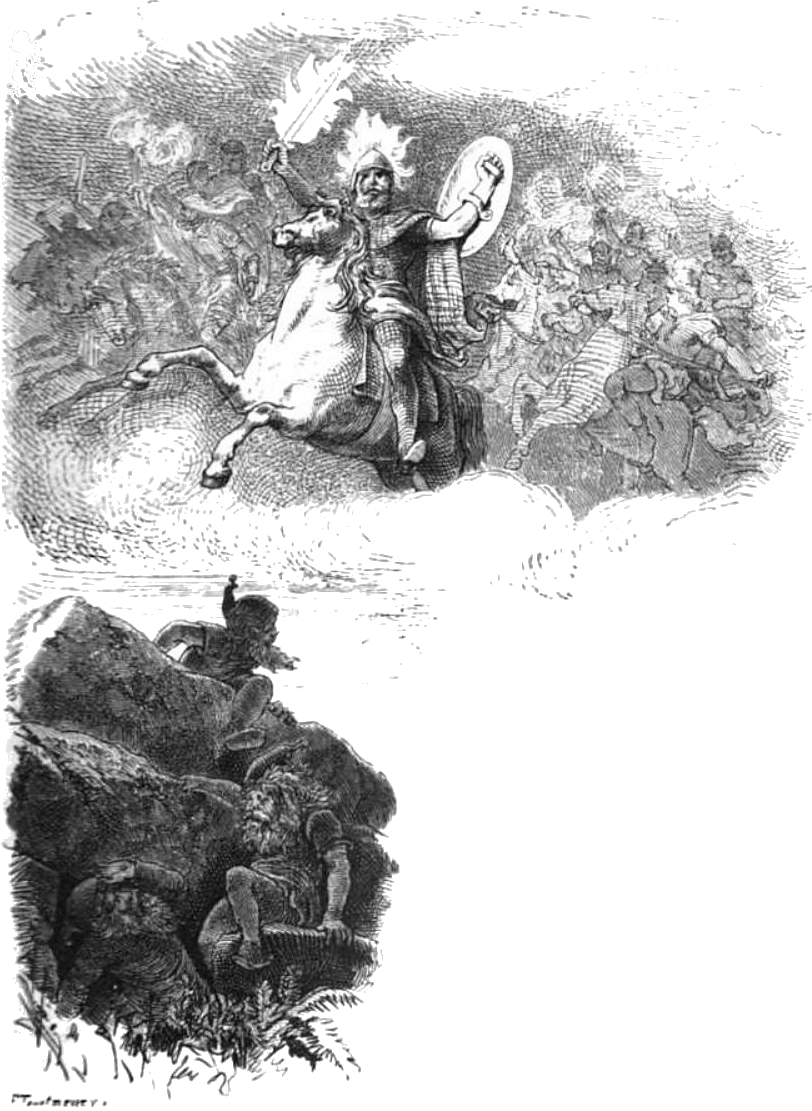
Surtr con la espada llameante (1882) de F. W. Heine, basada en un friso de yeso diseñado por Friedrich Wilhelm Engelhard (1859)

Surtr es mencionado dos veces en el poema Völuspá, donde una völva divulga información al dios Odín. La völva dice que, durante el Ragnarök, Surtr vendrá del sur con llamas, portando una espada muy brillante:
| Nórdico antiguo: Sutr ferr sunnan með sviga lævi: skinn af sverði sól valtiva. | English: Surtr se mueve desde el sur con el sufrimiento de ramas: brilla de su espada el sol de los dioses de los caídos. |

A continuación, la völva dice que «picos de piedra chocan», «esposas de trolls emprenden el camino», «guerreros recorren el camino desde Hel» y los cielos «se rompen». La siguiente estrofa relata que Odín será asesinado por el lobo Fenrir, y que Surtr irá a la batalla contra «el enemigo de Beli», un kenning para referirse al dios Freyr, que mató al jotun Beli. No se dan más detalles sobre la batalla entre Surtr y Freyr en el poema. En las estrofas que siguen, se describe a varios dioses y sus oponentes luchando en Ragnarök, y que el mundo será consumido por las llamas, pero después un nuevo mundo surgirá del mar, fértil y rebosante de vida, y los dioses supervivientes se volverán a encontrar.

## Influencia moderna
En la ópera de Richard Wagner, Götterdämmerung (El ocaso de los dioses), (1876), Surt estaba casado con Sinmore. 

## Apariciones
- Aparece como demonio en la saga de videojuegos megami tensei y su sub-rama Persona (serie)
- Aparece como aliado en el videojuego God of War: Ragnarök.
- Aparece como una de las pesadillas en el videojuego Hellblade: Senua's Sacrifice
- Aparece como personaje jugable en el videojuego SMITE como un guerrero
- Aparece como enemigo en Assassin's Creed Valhalla.